# Strumigenys raptans
Strumigenys raptans (лат.) — вид мелких муравьёв рода Strumigenys из трибы Attini (ранее в Dacetini, подсемейство Myrmicinae).

## Распространение
Южная Америка: Колумбия.

## Описание
Длина коричневатого тела около 2 мм (от 2,0 до 2,2 мм), длина головы от 0,55 до 0,59 мм. Волоски на первом тергите брюшка длинные и тонкие, сильно изогнутые, извилистые. Затылочный край головы в анфас почти поперечный. Переднеспинка и мезонотум большей частью или полностью стекловидно-гладкие. Узел петиоля, если смотреть сверху, по крайней мере такой же длины, как и ширина. Базигастральные костулы короткие, но резко развитые и отчётливые. Ширина одной латеральной постпетиолярной лопасти при виде сверху заметно больше четверти ширины диска. Вентральная лопасть постпетиоля широкая и глубокая, её прикрепление охватывает почти всю длину стернита. Внутри группы Strumigenys appretiata четыре вида (raptans , Strumigenys halosis, Strumigenys glenognatha, Strumigenys wheeleriana) сочетают наличие отчетливой вентральной постпетиолярной губчатой доли с очень короткими базигастральными костулами (намного короче дорсальной длины диска постпетиоля), нескульптурным первым тергитом брюшка и наличием плечевых волосков. Боковые петиолярные лопасти треугольные или тупо закругленные, пластинчатые и полупрозрачные, либо слабо губчатые. Усики 6-члениковые. Скапус усика очень короткий, дорзо-вентрально сплющенный. Мандибулы короткие субтреугольные с 5—7 мелкими зубцами. Стебелёк между грудкой и брюшком состоит из двух члеников: петиолюса и постпетиолюса (последний четко отделен от брюшка), жало развито, куколки голые (без кокона). Предположительно, хищный вид, охотится как и близкие виды на мелкие виды почвенных членистоногих. Вид был впервые описан в 2000 году британским мирмекологом Барри Болтоном под первоначальным названием Pyramica raptans Bolton, 2000.
Включён в состав видовой группы Strumigenys appretiata вместе с несколькими американскими видами (Strumigenys appretiata, S. deinomastax, S. hadrodens, S. halosis, S. glenognatha, S. siagodens, S. teratrix, S. wheeleriana, S. xenochelyna).